# فرودگاه لشت نشاء

فرودگاه لشت نشاء فرودگاهی در زیباکنار بخش لشت نشاء استان گیلان ایران است.
یک فرودگاه نظامی که در شمال شرقی بخش لشت نشا  در شهرستان رشت واقع گردیده است.